# Văn Sơn, Đô Lương
Văn Sơn là một xã thuộc huyện Đô Lương, tỉnh Nghệ An, Việt Nam.
Xã Văn Sơn có diện tích 4,61 km², dân số năm 1999 là 4303 người, mật độ dân số đạt 933 người/km².